# La Drácula
La Drácula é o sexto álbum de estúdio da cantora brasileira Jotta A, lançado em 10 de fevereiro de 2023. Com produção musical de Wagner Derek, o álbum marca a mudança de gênero musical da cantora da música cristã contemporânea ao pop, sendo seu primeiro álbum de estúdio neste estilo.

## Antecedentes
Em 2020, a cantora anunciou sua saída da música cristã contemporânea para se lançar na música pop e reggaeton. Em 2021, entrando para o cenário LGBT de música pop, Jotta A lançou o single "Pessoa Certa" com participação da drag queen Aretuza Lovi, o que levou a grande rejeição por parte de seu público evangélico.  Em 2022, Jotta A revelou através das redes sociais que é uma mulher transexual e começou o processo de retificação de nome de registro e de gênero. Após o anúncio da transição de gênero, a cantora lança os singles "Éden" e "Apollo 11", apresentando arranjos de retrowave e estética dos anos 1980.

## Produção
Sobre o álbum, Jotta A disse que "é um álbum que escrevi ao longo do meu processo de autoaceitação. Um punhado de partidas assistidas e vividas, transcritas em canções que retratam rachaduras que o amor pode causar na alma".

## Singles
"Humano" foi lançada como primeiro single em 30 de setembro de 2022. "Alasca" foi escolhida como segundo single do álbum e lançada em 9 de dezembro de 2022. O terceiro single chamado "La Drácula", mesmo nome do álbum, foi lançado sem videoclipe como single promocional em 20 de janeiro de 2023, contando apenas com áudio oficial nas plataformas de streaming. O quarto single "Tóxico" foi lançado junto do álbum completo em 10 de fevereiro de 2023.[carece de fontes?]

## Lista de faixas
Todas as faixas escritas e compostas por Jotta A. 
| N.º            | Título         | Duração |  |
| 1.             | "La Drácula"   | 3:45    |  |
| 2.             | "Humano"       | 3:56    |  |
| 3.             | "Tóxico"       | 3:08    |  |
| 4.             | "Fantasma"     | 3:01    |  |
| 5.             | "Alasca"       | 4:36    |  |
| 6.             | "Chances"      | 3:28    |  |
| 7.             | "15"           | 3:16    |  |
| 8.             | "Only Fans"    | 3:11    |  |
| Duração total: | Duração total: | 28:21   |  |

## Histórico de lançamento
| Região | Data                    | Formato                    | Gravadora     | Ref.  |
| ------ | ----------------------- | -------------------------- | ------------- | ----- |
| Várias | 10 de fevereiro de 2023 | Download digital streaming | Brazil Deluxe | [ 7 ] |